# Harry Kewell
Harold "Harry" Kewell, né le 22 septembre 1978 à Sydney (Australie), est un footballeur international australien, professionnel jusqu'en 2014. Ailier rapide et technique, il évoluait sur le flanc gauche du milieu ou de l'attaque.

## Biographie
Harry Kewell est originaire de Sydney. Il a grandi dans le quartier de Fairfield et a évolué sous les couleurs des Marconi Stallions (club par lequel est également passé Christian Vieri) dans les catégories d'âge de -13 ans à -15 ans.

### 1993: début de carrière
À l'âge de 14 ans, Kewell se rend en Thaïlande, en Italie et en Angleterre, toujours pour représenter son club de Marconi, qui affronte notamment la section juniors du Milan AC ainsi que des formations anglaises. C'est la première fois de sa vie qu'il quitte son pays et il découvre le football européen, notamment en assistant à une rencontre de Premier League. À 15 ans, Kewell se rend de nouveau en Angleterre dans le cadre d'un essai de quatre semaines avec le club de Leeds United. Ce voyage s'effectue en compagnie de son ami d'enfance Brett Emerton. Les essais sont concluants pour les deux joueurs. Néanmoins seul Kewell est en mesure d'accepter le contrat offert par le club du Yorkshire, car il a droit à un permis de séjour grâce aux origines anglaises de son père.

### Leeds United (1995-2003)
Kewell débute sous les couleurs de Leeds United fin mars 1996, alors qu'il n'a même pas 18 ans. L'adversaire est le club de Middlesbrough. À l'époque son copain de chambre est un gardien de but, Nicky Byrne, qui deviendra plus tard un membre du boyband irlandais Westlife. Le mois suivant Kewell joue son premier match international pour l'Australie (défaite 3-0 contre le Chili). En octobre 1997, il inscrit son premier but pour Leeds, en League Cup contre Stoke City.
La saison 1999-2000 marque l'éclosion de l'Australien au plus haut niveau. Il fait alors partie d'une belle équipe de Leeds constituée par David O'Leary, au sein de laquelle on retrouve des jeunes de talent tels Alan Smith, Ian Harte et Eirik Bakke, encadrés par les vétérans Nigel Martyn et David Batty. Au cours de cette saison, Leeds atteint les demi-finales de la Coupe de l'UEFA lors desquelles le club est défait par les Turcs de Galatasaray. Kewell fut exclu lors du match aller de cette confrontation. Le club termine également troisième de la Premier League, à seulement 4 points du second Arsenal FC et avec une des meilleures défenses du royaume.
La saison suivante voit arriver d'autres jeunes de talent, tels Mark Viduka et Robbie Keane. Le club brille en Ligue des champions, atteignant de nouveau les demi-finales et battant au passage les Italiens du Milan AC et de la Lazio Rome lors des deux phases de poules, ainsi que les Espagnols de La Corogne en quarts de finale, avant de courber l'échine contre le FC Valence. Leeds termine son championnat à une honorable quatrième place.
Cependant, ce classement, aussi louable soit-il, entraîne de graves problèmes au cours des années qui suivent. En effet, le club est mal géré et le chairman Peter Ridsdale entraine celui-ci dans un train de vie insoutenable pour une formation qui n'est pas qualifiée pour la lucrative Ligue des champions de l'UEFA. La saison 2001-2002 est difficile: ayant occupé le haut du classement pendant la première moitié de la saison (incluant notamment une célèbre victoire sur le terrain des futurs champions Arsenal), Leeds s'écroule par la suite et finit 5e.
David O'Leary est limogé de son poste, remplacé par Terry Venables. Ayant encore échoué à se qualifier pour la Ligue des Champions, le club est obligé de se serrer la ceinture. Le départ de Robbie Keane pour Tottenham en août 2002 marque le début d'une longue hémorrhagie qui verra les "Peacocks" perdre leurs meilleurs éléments année après année, jusqu'à subir la relégation en 2004. Ayant bien entamé la saison 2002-2003, Leeds s'écroule très rapidement et passera le reste de la saison à lutter contre la relégation. Le maintien est assuré en mai 2003 à la suite d'un succès inattendu sur le terrain d'Arsenal, au cours duquel Kewell marque et s'amuse à tourmenter une de ses victimes favorites, Martin Keown. Ironiquement, ce succès met Arsenal hors-jeu dans la course au titre et offre définitivement le championnat d'Angleterre à Manchester United, l'ennemi juré de Leeds.
Kewell quitte Leeds pour Liverpool, le club qu'il soutenait durant sa jeunesse, au cours de l'été 2003, dans des circonstances acrimonieuses. L'ancien footballeur Gary Lineker accuse l'agent de l'Australien d'avoir perçu 40 % des frais de transfert versés par Liverpool pour assurer le transfert. Cette allégation entraînera par la suite un procès en diffamation. Peu avant de quitter Elland Road, Kewell accorde un entretien à la BBC, au cours duquel il critique sévèrement le staff médical de Leeds, qui a selon lui contribué à aggraver ses blessures. En effet, en 2000-01 et 2001-02, Kewell a effectué très peu d'apparitions pour son club, conséquence de nombreuses blessures et rechutes.

### Liverpool (2003-2008)
Le natif de Sydney compte bien se relancer à Liverpool, un club qu'il aime depuis tout petit. Les « Reds » sortent d'une saison calamiteuse et l'arrivée de Kewell, qui a refusé des offres plus importantes de Manchester United et de Chelsea pour rejoindre le club d'Anfield, suscite de nombreux espoirs parmi les supporters.
Kewell prend très vite ses marques dans son nouveau club et accomplit une première moitié de saison remarquable. Il s'entend à merveille avec son nouveau compagnon d'attaque Michael Owen, marquant cinq buts lors des 14 premières journées de championnat. Toutefois, ses coéquipiers peinent à suivre le rythme et le club réalise une nouvelle saison en dents de scie. À partir de décembre 2003, Kewell semble se mettre au diapason de ses coéquipiers et la qualité de ses performances chute drastiquement. Ainsi, il ne marquera que deux buts supplémentaires jusqu'à la fin de la saison. Il faut dire que les choix tactiques incompréhensibles de Gérard Houllier n'aident pas le club à avancer : le gaucher Kewell est trimballé à tous les postes de l'attaque, le droitier Vladimír Šmicer exilé sur le flanc gauche et l'attaquant El-Hadji Diouf repositionné ailier droit.
À la fin de la saison, Houllier cède logiquement son poste pour être remplacé par Rafael Benitez, un entraîneur espagnol qui s'est bâti une solide réputation avec le club de Valence. Kewell vivra quatre années difficiles avec Benitez. Ce dernier n'hésite pas à monter au créneau pour défendre l'Australien face aux attaques des supporters, qui ne comprennent pas que le joueur soit aussi souvent blessé et que même quand il est sur le terrain, il semble manquer d'enthousiasme. Mais tout en prenant la défense de Kewell, Benitez ne fait aucun effort pour le mettre dans les meilleures dispositions. Le désamour entre les supporteurs des « Reds » et l'attaquant australien atteindront un quasi-point de non retour en mai 2005, lorsque Kewell abandonne ses coéquipiers dans une finale de Ligue des Champions contre Milan sur blessure, un acte interprété comme un manque de loyauté par les fans.
En 2005-2006, Kewell semble retrouver peu à peu sa meilleure forme. Il joue bien et marque des buts importants. Mais il se blesse à nouveau en mai 2006, toujours lors d'une finale, cette fois-ci en Coupe d'Angleterre de football. Lorsqu'il quitte le terrain de Cardiff ce jour-là, il est applaudi par les supporters de Liverpool, qui semblent lui avoir pardonné les incidents de mai 2005. Liverpool remportera la finale aux tirs au but.
Kewell se rend à la Coupe du monde 2006 en Allemagne blessé. Il y marque un but crucial pour son pays, s'y blesse de nouveau et reviendra à Liverpool blessé. Durant toute la saison 2006-2007, il n'effectuera que 3 apparitions pour le club du Merseyside. La saison suivante le voit jouer un peu plus, mais, visiblement las de sa situation en Angleterre, l'Australien ne marquera pas un seul but au cours de ses 15 apparitions.

### Al-Gharafa SC (2013)
En 2013, Harry Kewell signe avec le club Qatari, Al-Gharafa SC, habitué à terminer en haut du classement du Championnat du Qatar. Il fait partie de la liste des joueurs mondialement connus ayant rejoint le club dont font partie Hakan Yakın, Juninho, Djibril Cissé, Lisandro López ou encore Luis Nenê.

### Melbourne Heart (2013-2014)
Le 26 mars 2014 Harry Kewell annonce qu'il prend sa retraite après 18 ans au plus haut niveau.

## Carrière d'entraîneur

### Watford U21
Le 23 juillet 2015, Kewell est nommé entraîneur de l'équipe U21 de Watford FC. Il se fait licencié le 13 avril 2017, après une série de mauvais résultats.

### Crawley Town
En mai 2017, Kewell est nommé entraîneur de Crawley Town, en League Two (quatrième division anglaise).

### Notts County
Le  vendredi 31 août 2018, Harry Kewell est nommé manager de Notts County, toujours en EFL League Two.

## Palmarès

### Liverpool
- Vainqueur de la Ligue des champions en 2005 avec Liverpool
- Vainqueur de la Supercoupe de l'UEFA en 2005 avec Liverpool
- Finaliste de la Coupe de la Ligue anglaise en 2005 avec Liverpool

### Galatasaray
- Champion de Turquie en 2009 avec Galatasaray
- Vainqueur de la Coupe de Turquie en 2009 avec Galatasaray
- Vainqueur de la Supercoupe de Turquie en 2008 avec Galatasaray

### Australie
- International australien (122 sél., 24 buts[2]) depuis le 23 avril 1996 : Chili 0 - 3 Australie.
- Vainqueur de la Coupe d'Océanie en 2004.
- Finaliste de la Coupe d'Asie des nations en 2011.
- Finaliste de la Coupe des confédérations en 1997.

| Buts internationaux | Buts internationaux | Buts internationaux     | Buts internationaux | Buts internationaux | Buts internationaux | Buts internationaux               |
| #                   | Date                | Lieu                    | Adversaire          | Score               | Résultat            | Compétition                       |
| ------------------- | ------------------- | ----------------------- | ------------------- | ------------------- | ------------------- | --------------------------------- |
| 1.                  | 22 novembre 1997    | Téhéran (Iran)          | Iran                | 1-1                 | Nul                 | Éliminatoires Coupe du monde 1998 |
| 2.                  | 29 novembre 1997    | Melbourne (Australie)   | Iran                | 2–2                 | Nul                 | Éliminatoires Coupe du monde 1998 |
| 3.                  | 19 décembre 1997    | Riyad (Arabie saoudite) | Uruguay             | 1–0                 | Victoire            | Coupe des confédérations 1997     |
| 4.                  | 12 février 2003     | Londres (Angleterre)    | Angleterre          | 3–1                 | Victoire            | Match amical                      |
| 5.                  | 7 septembre 2003    | Reading (Angleterre)    | Jamaïque            | 2–1                 | Victoire            | Match amical                      |
| 6.                  | 12 octobre 2004     | Sydney (Australie)      | Îles Salomon        | 6–0                 | Victoire            | Coupe d'Océanie 2004              |
| 7.                  | 22 juin 2006        | Stuttgart (Allemagne)   | Croatie             | 2–2                 | Nul                 | Coupe du monde 2006               |
| 8.                  | 30 juin 2007        | Singapour               | Singapour           | 3–0                 | Victoire            | Match amical                      |
| 9.                  | 16 juillet 2007     | Bangkok (Thaïlande)     | Thaïlande           | 4–0                 | Victoire            | Coupe d'Asie 2007                 |
| 10.                 | 1er juin 2008       | Brisbane (Australie)    | Irak                | 1–0                 | Victoire            | Éliminatoires Coupe du monde 2010 |
| 11.                 | 15 juin 2008        | Doha (Qatar)            | Qatar               | 3–1                 | Victoire            | Éliminatoires Coupe du monde 2010 |
| 12.                 | 6 septembre 2008    | Eindhoven (Pays-Bas)    | Pays-Bas            | 2–1                 | Victoire            | Match amical                      |
| 13.                 | 1er avril 2009      | Sydney (Australie)      | Ouzbékistan         | 2–0                 | Victoire            | Éliminatoires Coupe du monde 2010 |
| 14.                 | 11 janvier 2011     | Doha (Qatar)            | Inde                | 4–0                 | Victoire            | Coupe d'Asie 2011                 |
| 15.                 | 22 janvier 2011     | Doha (Qatar)            | Irak                | 1–0                 | Victoire            | Coupe d'Asie 2011                 |
| 16.                 | 25 janvier 2011     | Doha (Qatar)            | Ouzbékistan         | 1–0                 | Victoire            | Coupe d'Asie 2011                 |
| 17.                 | 29 février 2012     | Melbourne (Australie)   | Arabie saoudite     | 4-2                 | Victoire            | Éliminatoires coupe du monde 2014 |

## Distinctions personnelles
- Footballeur océanien par l'OFC en 1999, 2001 et 2003
- PFA jeune joueur de l'année 1999-2000